# Benxi
Benxi (chiń. 本溪; pinyin Běnxī) – miasto o statusie prefektury miejskiej w północno-wschodnich Chinach, w prowincji Liaoning, na południowy wschód od miasta Shenyang. W 2010 roku liczba mieszkańców miasta wynosiła 1 083 983. Prefektura miejska w 1999 roku liczyła 1 566 855 mieszkańców. Ośrodek wydobycia węgla kamiennego i rud żelaza oraz hutnictwa żelaza i przemysłu koksowniczego.
Z Benxi pochodzi Liu Zige, chińska pływaczka, mistrzyni olimpijska z Pekinu, wicemistrzyni świata, rekordzistka świata na dystansie 200 m motylkiem, złota medalistka mistrzostw świata na basenie 25-metrowym.